# Kanton Le Mans-3
Der Kanton Le Mans-3 ist seit 2015 ein französischer Wahlkreis im Arrondissement Le Mans, im Département Sarthe und in der Region Pays de la Loire.

## Gemeinden
Der Kanton besteht aus dem Zentrum der Stadt Le Mans mit insgesamt 30.352 Einwohnern (Stand: 2022).